# Обсада на Никея (1097)
Вижте пояснителната страница за други значения на Обсада на Никея.
Обсадата на Никея е битка по време на Първия кръстоносен поход, продължила от 14 май до 19 юни 1097 г. Обсадата завършва с пълна победа на кръстоносните и византийски войски над селджукските защитници на крепостта.

## Предистория
Всички предводители на Първия кръстоносен поход с изключение на Раймон дьо Сен Жил дават васална клетва на Алексей Комнин. Те приемат задължението да му върнат всички бивши византийски владения в Мала Азия, които ще отвоюват от селджуците. В замяна василевсът се задължава да им помага, сам да вземе кръста и ако не може да ги съпроводи, да изпрати един византийски корпус. Командването на този корпус поема военачалникът Татикий. Една от първите цели е град Никея (днес Изник на източния бряг на езерото Асканий (днес Изник). Отнет е от Византийската империя от селджуците под командването на Сюлейман ибн Кутулмъш през 1081 г. и е обявен за столица на новообразувания Иконийски султанат. През следващите години той е и резиденция на неговия син, султан Кълъч Арслан I и по време на обсадата там се намира неговото семейство и съкровищница. Докато кръстоносците приближават Константинопол, самият Кълъч Арслан воюва в Кападокия с Данишмендите за владението на Мелитена.

## Ход на битката
Известен за кръстоносното нашествие, Кълъч Арслан бързо се отправя към дома с подкрепления. Те обаче са изпреварени от кръстоносците, които започват атаките си на 14 май 1097 г., макар че още не са завършили обсаждането. Отрядите на Раймон дьо Сен Жил обръщат в бягство приближаващите подкрепления и обстрелват гарнизона на крепостта с главите на избитите турци
След пристигането на графовете на Нормандия и Блоа градът е напълно обкръжен по суша, но обсадените продължават да получават оръжие, дървен материали храна с лодки по езерото. Кръстоносците искат помощ от Алексий и той изпраща една флотилия под командването на Мануил Бутумит в Херсек на южния бряг на залива Никомедия. Оттам конвой с волски коли пренася корабите до езерото Асканий. На разсъмване на 17 юни флотилията потегля към Никея, а изненаданите защитници не знаят дали това са свои или врагове. Когато разбират, че това са византийци, те започват преговори. Бутумит е получил инструкции да имитира атака по вода и да държи преговорите в тайна от кръстоносците. В същото време Татикий с отряда си се подготвя за директна атака по суша заедно с кръстоносците. Тази тактика успява и на 19 юни градът се предава на Бутумит. Договорено е василевсът да гарантира живота и свободата на обитателите. Докато кръстоносците подготвят общ щурм, те виждат на стените развени византийски знамена. На 26 юни Никея е отново византийско притежание след 16 години в ръцете на турците. Бутумит поема властта в Никея и изпълнява обещанието да върне на султана неговите роднини.

## Последици
Тези от кръстоносците, които са резервирани към съюза с византийците, бурно протестират срещу отнетата им победа, но предаването на града на византийците е напълно в духа на сключеното споразумение. След връщането на града византийците позволяват на кръстоносците да го посещават само на малки групи, за да предотвратят грабежите. Въпреки това някои кръстоносци остават по желание в състава на новия военен гарнизон. На другия ден след превземането на Никея предводителите на похода посещават императора в Пелекан, за да се сбогуват с него преди да продължат похода навътре в Анадолското плато. Алексий им предоставя имперския корпус на Татикий, който получава задача да следи за връщането на византийските владения. Бойният дух е висок и Стивън от Блоа пише на жена си, че планират да стигнат в Йерусалим за пет седмици. На 1 юли кръстоносната армия побеждава селджуците в битката при Дорилея, а към октомври достига Антиохия. Йерусалим е достигнат едва две години по-късно.
Византийците и кръстоносците продължават битката със селджуците поотделно. Кръстоносците настъпват по Фригийското плато към Дорилея и Икониум, а византийците се насочват към отвоюване на бившите византийски провинции Мизия, Йония и Лидия.